# 横浜自然観察の森
横浜自然観察の森（よこはましぜんかんさつのもり、英称 Yokohama Nature Sanctuary）は、神奈川県横浜市栄区にある、自然観察や環境教育を行う施設。
隣接する上郷・森の家（かみごうもりのいえ）についても本項で記述する。

## 概要
自然保護教育を推進することを目的に1984年から始まった環境庁（現・環境省）の「自然観察の森」整備事業の初年度の計画として1986年に開園した。
整備にあたっては、神奈川県と環境庁の助成を受けている。また、ボランティアによる活動にも支えられている。
園内は、ミズキの道・コナラの道・タンポポの道・ウグイスの道の4つの観察コースに沿い、四季を通じて昆虫や植物、野鳥の観察が出来る。園内の自然観察センターでは、園内の自然を解説するパネル展示や、参考資料の閲覧サービスを実施している。

## 上郷・森の家

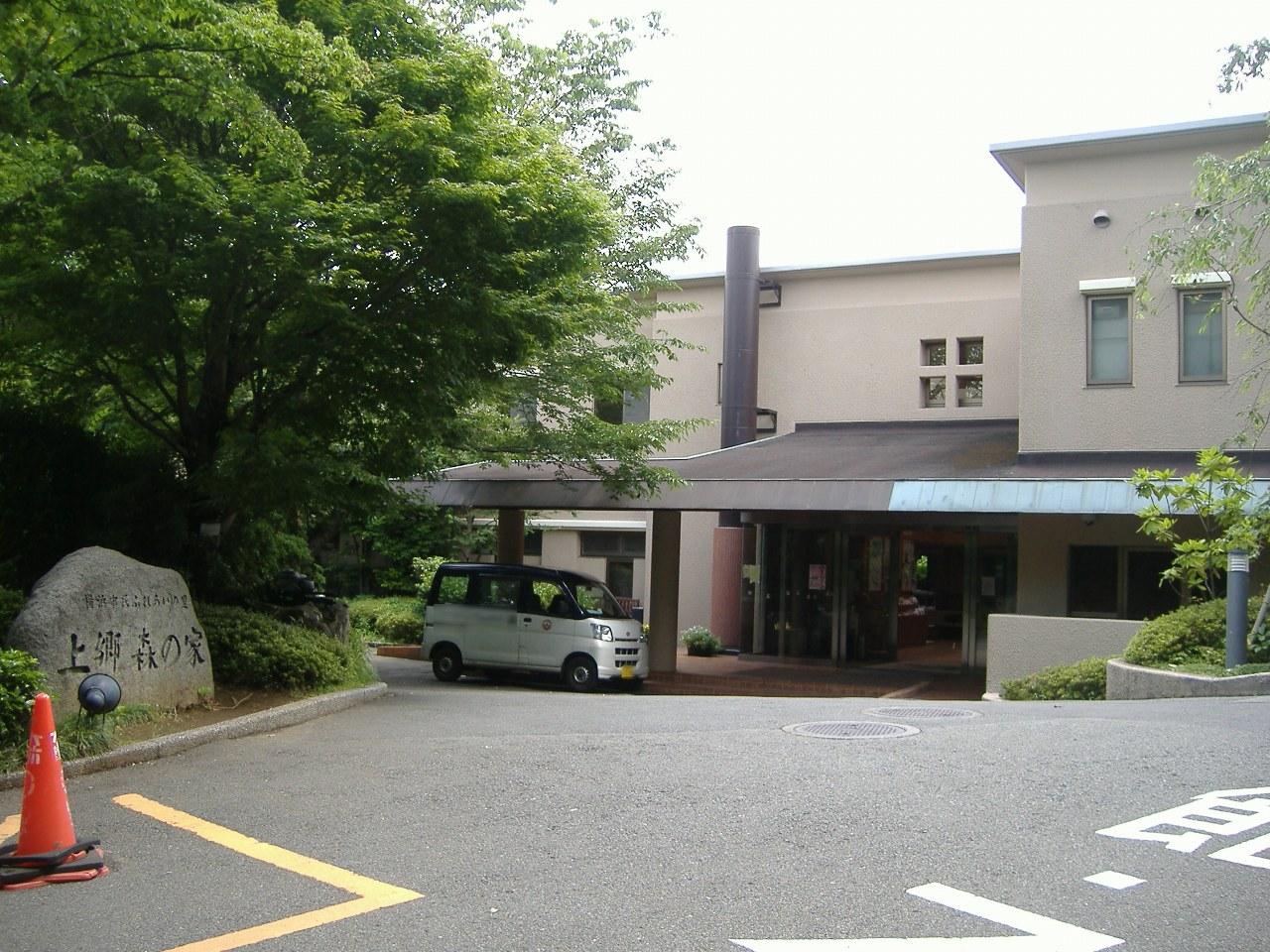
上郷・森の家

上郷・森の家は、横浜自然観察の森に隣接する、横浜市の公共の宿。2018年12月31日まで横浜市緑の協会が管理・運営していたが、リニューアルのための改修工事の後、2019年9月1日から指定管理者が上郷フォレストPFI株式会社に変更した。大浴場やレストランがあり、日帰りでも利用できる。本館にはこのほか150人収容のホールや「健康浴バーデ」（水着着用の温浴施設）が、別館には陶芸工房や体育館、バーベキュー場がある。
- 交通 - 金沢八景駅・大船駅から神奈中バス、森の家前下車。横浜横須賀道路朝比奈インターチェンジより公田方面へ、相武隧道の先右側。100台の有料駐車場有り。

## 交通
- 金沢八景駅・大船駅から神奈中バス、横浜霊園前下車。
- ハイキングコースを通り、港南台（港南環境センターバス停）や鎌倉天園から来ることもできる。

## 開館時間
- 自然観察センター開館時間 - 9:00~16:30 月曜（祝日の場合は翌日）と年末年始は休館。

## ギャラリー

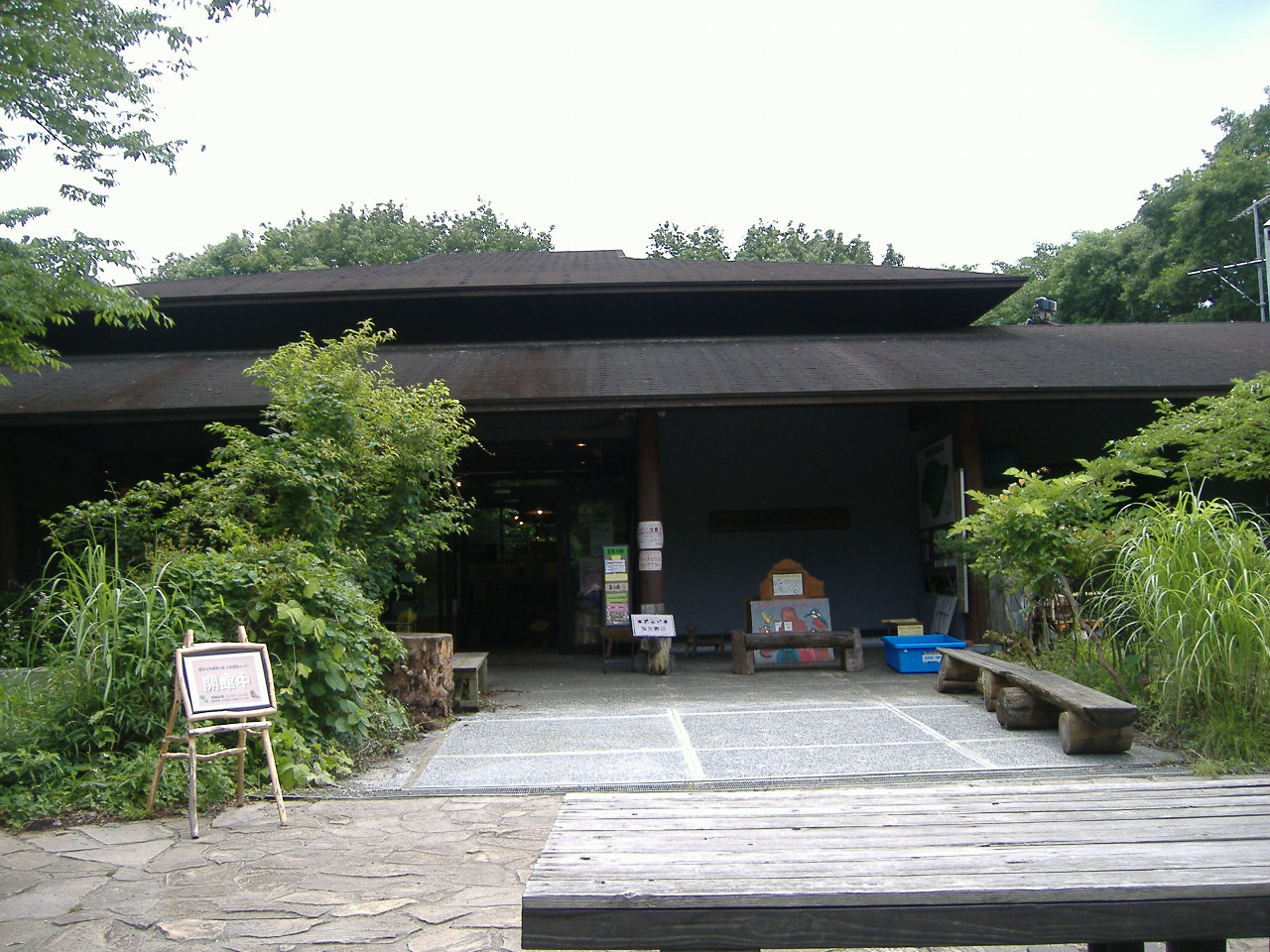
自然観察センター
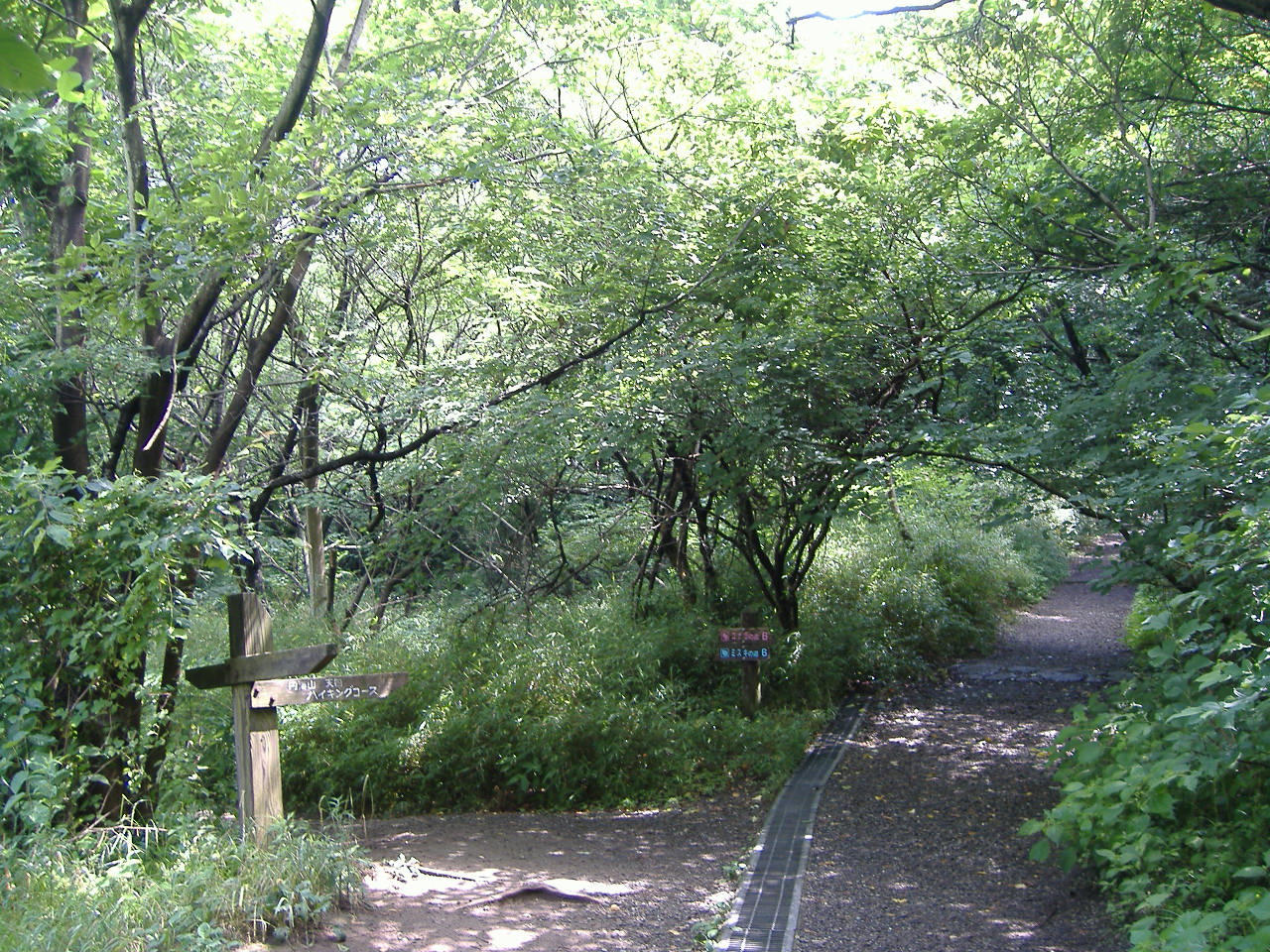
園内の観察路
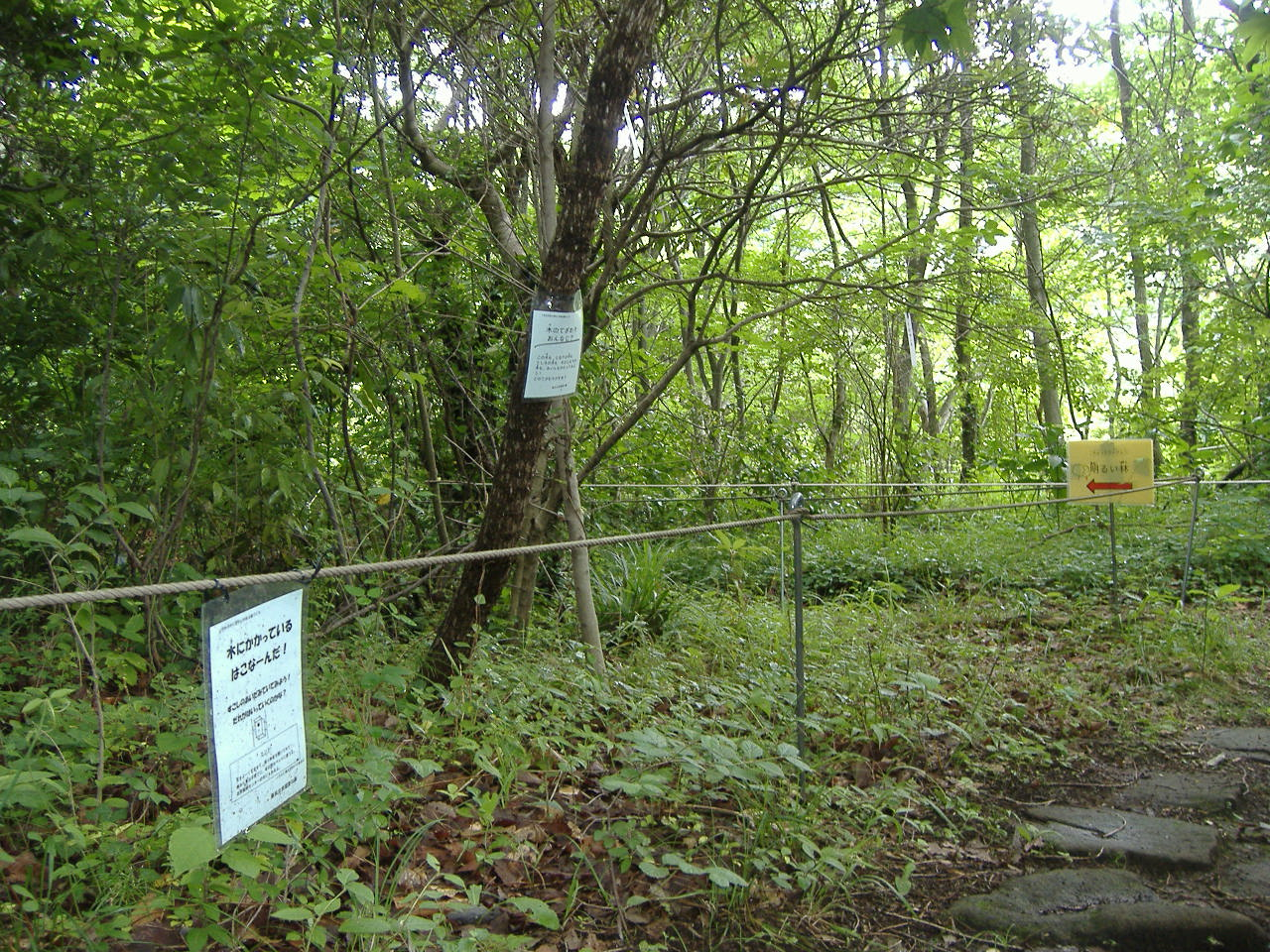
木々に取り付けられた解説表示
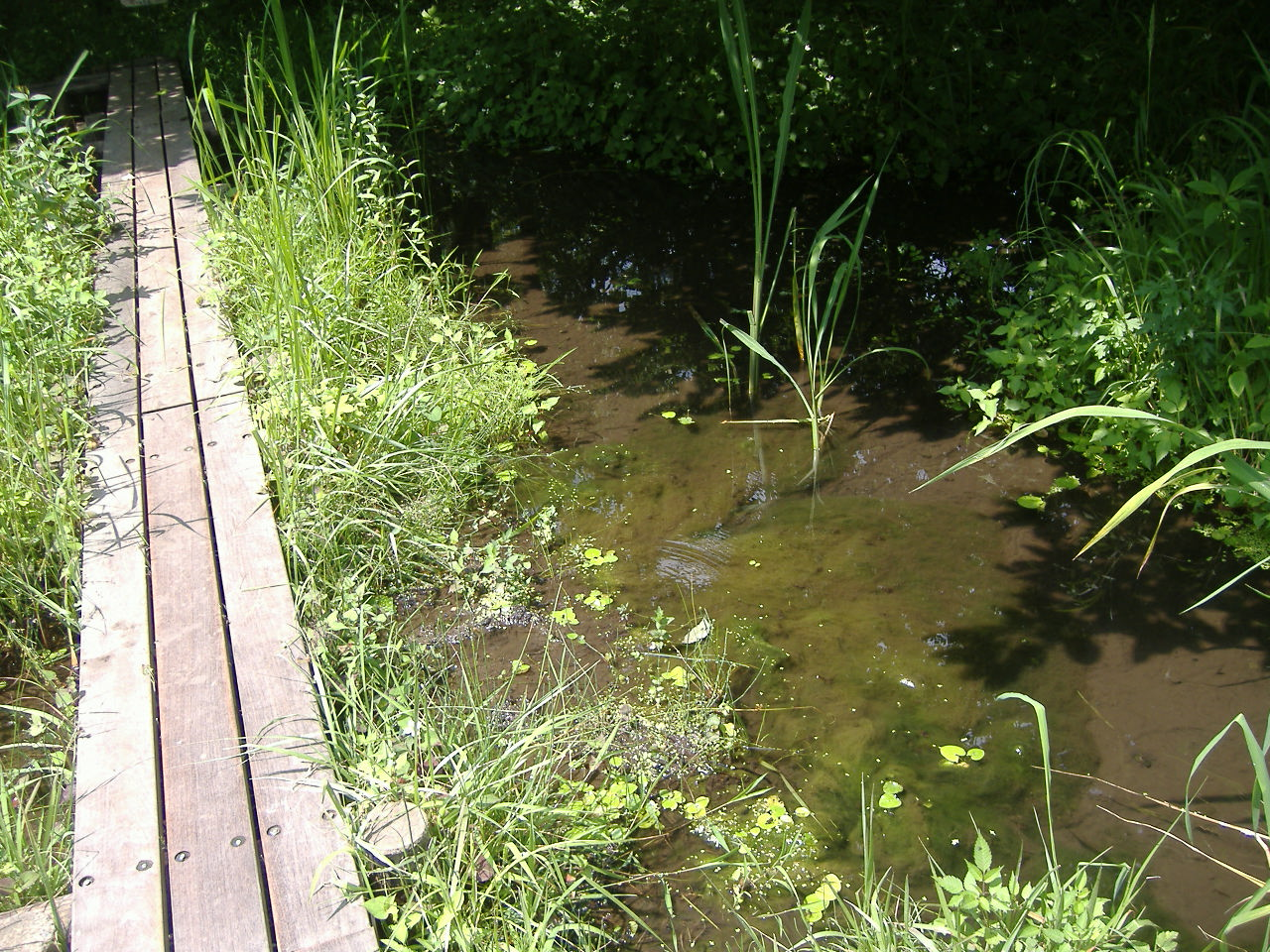
水生動物や昆虫が観察できる湿地